# Sajpulla Absaidov
Sajpulla Absaidov, född den 14 juli 1958 i Tarki, Ryssland, är en sovjetisk brottare som tog OS-guld i lättviktsbrottning i fristilsklassen 1980 i Moskva.